# Bad Segeberg
Bad Segeberg (en allemand : /baːt ˈzeːɡəˌbɛʁk/, ? Écouter [Fiche]) est la sous-préfecture de l'arrondissement de Segeberg (Kreis Segeberg) du Land de Schleswig-Holstein, en Allemagne.

## Jumelages
La ville de Bad Segeberg est jumelée avec :
- Riihimäki (Finlande) depuis 1954 ;
- Kiryat-Motzkin (Israël) depuis 1984 ;
- Teterow (Allemagne) depuis 1990 ;
- Võru (Estonie) depuis 1991 ;
- Złocieniec (Pologne) depuis 1995.